# Fuerzas Armadas de Bosnia y Herzegovina
Las Fuerzas Armadas de Bosnia-Herzegovina (Oružane snage BiH, OSBiH) representan la fuerza militar oficial de la República federal de Bosnia y Herzegovina, estado europeo independiente desde las Guerras yugoslavas de finales del siglo XX.
Esta fuerza militar fue constituida en 2005, y está integrada por los antiguos ejércitos bosnio (Ejército de la República Bosnia-Herzegovina; ARBiH), bosniocroata (Consejo Croata de Defensa; HVO), y serbobosnio (Ejército de la República Srpska; VRS). Se encuentran bajo la responsabilidad del Ministerio de Defensa de Bosnia y Herzegovina, fundado en 2004.
El servicio militar obligatorio fue abolido en Bosnia y Herzegovina a partir del 1 de enero de 2006. En 2005, una unidad del OSBiH se desplegó en apoyo de las fuerzas de la coalición dirigida por los Estados Unidos en Irak.

## Equipamiento

### Armas de servicio
| Designación        | Origen                     | Tipo            | Variante                                  | Referencias |
| ------------------ | -------------------------- | --------------- | ----------------------------------------- | ----------- |
| M16                | Estados Unidos             | Fusil de asalto | M16A4, M16A1                              |             |
| AR-15              | Estados Unidos             | Fusil de asalto | SP1, A3                                   |             |
| Carabina M4        | Estados Unidos             | Fusil de asalto | M4A1, M4A2                                |             |
| Heckler & Koch G36 | Alemania                   | Fusil de asalto | G36                                       |             |
| HK33               | Alemania                   | Fusil de asalto | HK33KA3, SG/1, A2, HK13                   |             |
| HK G3              | Alemania                   | Fusil de asalto | G3KA4A1, G3A1, G3A3                       |             |
| AK-47              | Unión Soviética            | Fusil de asalto | AK-103, AK-12, RPK-74                     |             |
| Zastava M70        | Yugoslavia                 | Fusil de asalto | M-70AB3, M-70A, M-70B1N, M-70AB2N, M-70A1 |             |
| FN FAL             | Bélgica                    | Fusil de asalto | M964A1 MD3, M964, M964A1                  |             |
| T-91               | República de China         | Fusil de asalto | T-91                                      |             |
| PP-19 Bizon        | Rusia                      | Subfusil        | 2-01, 2-06, 2-07                          |             |
| HK MP5             | Alemania                   | Subfusil        | M5, MP5A5, MP5KA1, MP5SFA2, MP5SFA3       |             |
| Škorpion vz. 61    | Checoslovaquia/ Yugoslavia | Subfusil        |                                           |             |
| HS2000             | Croacia                    | Pistola         |                                           |             |

### Ametralladoras
| Designación   | Origen          | Tipo                               | Variante            | Referencias |
| ------------- | --------------- | ---------------------------------- | ------------------- | ----------- |
| M60           | Estados Unidos  | Ametralladora de propósito general | M60E3, M60E4, M60E6 |             |
| M2 Browning   | Estados Unidos  | Ametralladora pesada               | M2HB, M2HB-QCB      |             |
| M240          | Estados Unidos  | Ametralladora de propósito general |                     |             |
| Zastava M84   | Yugoslavia      | Ametralladora de propósito general | M84, M86            |             |
| Zastava M72   | Yugoslavia      | Ametralladora ligera               | M72B1, M72          |             |
| Ultimax U-100 | Singapur        | Ametralladora ligera               | Mark 3/3A, Mark 2   |             |
| M249          | Estados Unidos  | Ametralladora ligera               | M249 PIP            |             |
| DShK          | Unión Soviética | Ametralladora pesada               | DŠK, DŠKM,Type 54   |             |
| NSV           | Unión Soviética | Ametralladora pesada               |                     |             |

### Vehículos blindados

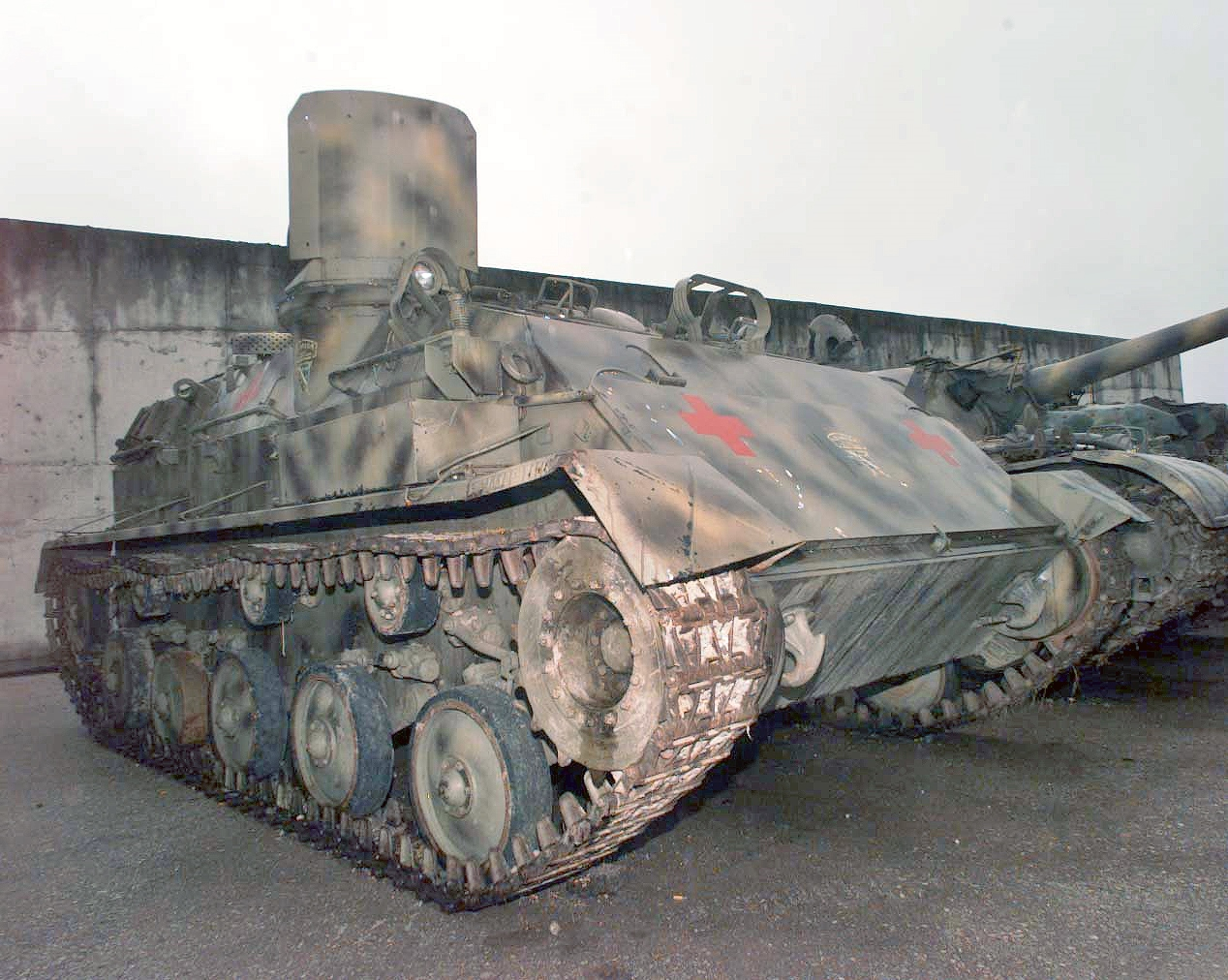
Un BVP M-60P del Ejército de Bosnia-Herzegovina.

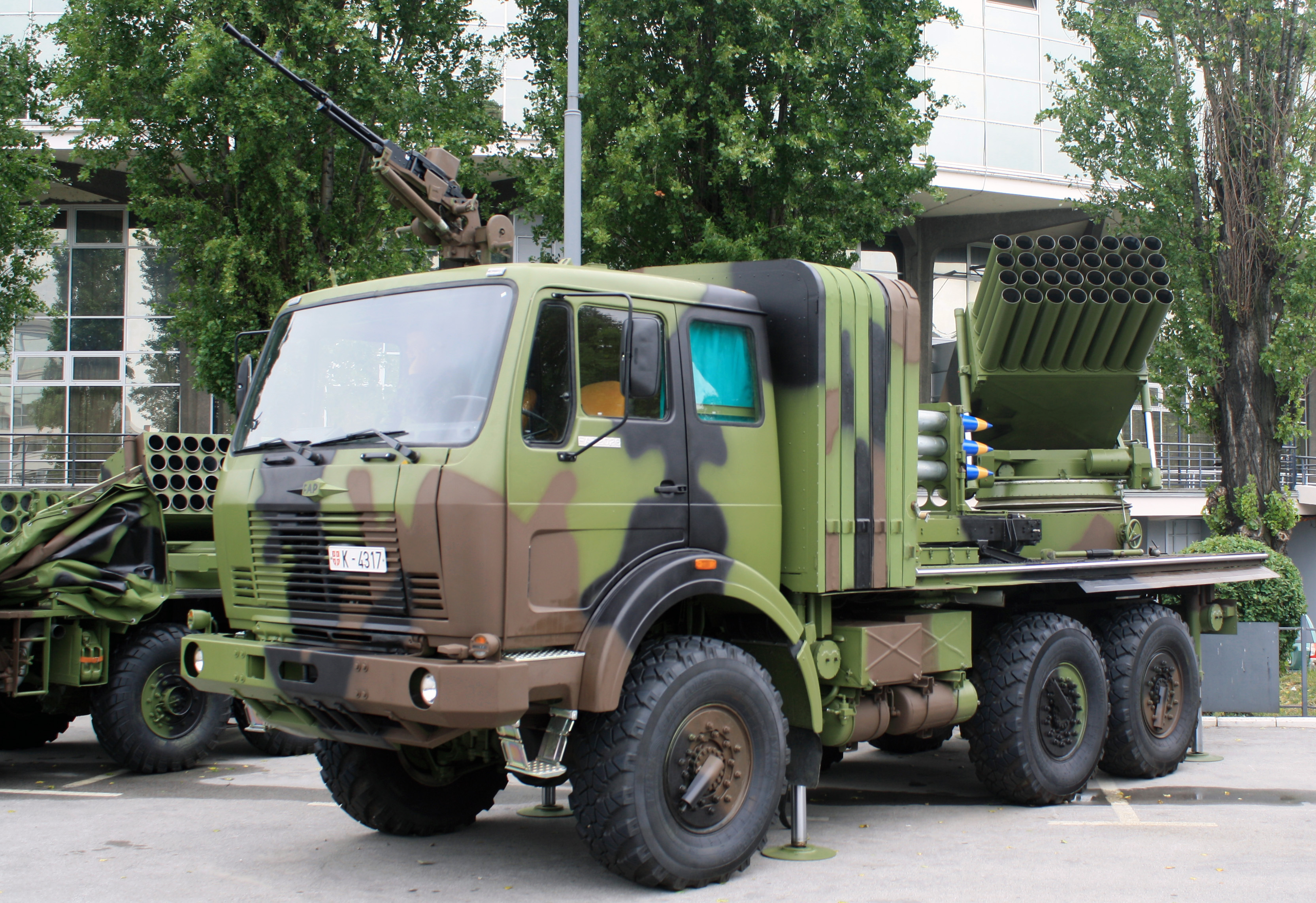
Un M77, similar a los usados en Bosnia y Herzegovina.

| Designación                       | Origen                         | Tipo                              | Variante en servicio            | Referencias                                                                                         |                                |                                |
| Tanques principales de batalla    | Tanques principales de batalla | Tanques principales de batalla    | Tanques principales de batalla  | Tanques principales de batalla                                                                      | Tanques principales de batalla | Tanques principales de batalla |
| --------------------------------- | ------------------------------ | --------------------------------- | ------------------------------- | --------------------------------------------------------------------------------------------------- | ------------------------------ | ------------------------------ |
| M-84                              | Yugoslavia                     | Tanque principal de batalla       | 71                              | |                                |                                |
| AMX-30                            | Francia                        | Tanque principal de batalla       | 32                              | |                                |                                |
| M60A3                             | Estados Unidos                 | Tanque principal de batalla       | 85                              | 1996, Programa de ayuda de los Estados Unidos – incluido el entrenamiento. 40 2012                  |                                |                                |
| T-54/55                           | Unión Soviética                | Tanque principal de batalla       | 155                             | 15 de ellos vienen donado por Egipto                                                                |                                |                                |
| Vehículo de combate de infantería |                                |                                   |                                 | |                                |                                |
| Tipo 92                           | China                          | Cazatanques                       | 10                              | |                                |                                |
| AML 60/90                         | Francia                        | Automóvil blindado                | 10                              | |                                |                                |
| AMX-10P                           | Francia                        | Vehículo de combate de infantería | 25                              | |                                |                                |
| BVP M-80A                         | Yugoslavia                     | Vehículo de combate de infantería | 103                             | |                                |                                |
| M113                              | Estados Unidos                 | TBP                               | 80                              | Ayuda militar estadounidense                                                                        |                                |                                |
| BOV 3/30/VP /M                    | Yugoslavia                     | TBP                               | 3 (BOV 3) 49 (30) 39 (VP) 8 (M) | |                                |                                |
| BTR-50PK                          | Unión Soviética                | TBP                               | 2                               | |                                |                                |
| BTR-70                            | Unión Soviética                | TBP                               | 3                               | |                                |                                |
| Artillería                        |                                |                                   |                                 | |                                |                                |
| D-30/D-30J                        | Unión Soviética                | Obús                              | 258                             | 12 de estos provienen de Egipto                                                                     |                                |                                |
| D-20/M84 NORA                     | Unión Soviética                | Obús                              | 13 (D-20) 15 (M84)              | 12 de estos provienen de Egipto                                                                     |                                |                                |
| M-46/M-82                         | Unión Soviética                | Obús                              | 61 (M-46) 13 (M-82)             | 12 de estos provienen de Egipto                                                                     |                                |                                |
| M2A1                              | Estados Unidos                 | Obús                              | 24                              | |                                |                                |
| M-56                              | Yugoslavia                     | Obús                              | 101                             | |                                |                                |
| M114A1/M114A2                     | Estados Unidos                 | Obús                              | 126                             | Recibidos en 1997, como parte del programa de ayuda militar estadounuidense – incluso entrenamiento |                                |                                |
| Artillería autopropulsada         |                                |                                   |                                 | |                                |                                |
| 2S1 Gvozdika                      | Unión Soviética                | Obús autopropulsado               | 24                              | |                                |                                |
| ZSU-57-2                          | Unión Soviética                | Sistema antiaéreo autopropulsado  | 33                              | |                                |                                |
| MLRS                              |                                |                                   |                                 | |                                |                                |
| Tipo 63                           | China                          | Lanzacohetes múltiple             |                                 | |                                |                                |
| BM-21 Grad                        | Unión Soviética                | Lanzacohetes múltiple             | 5 (BM-21) 36 (APR-40)           | |                                |                                |
| M-63 Plamen                       | Yugoslavia                     | Lanzacohetes múltiple             | 27                              | |                                |                                |
| M-77 Oganj                        | Yugoslavia                     | Lanzacohetes múltiple             | 34                              | |                                |                                |